# Micho Mossulischwili

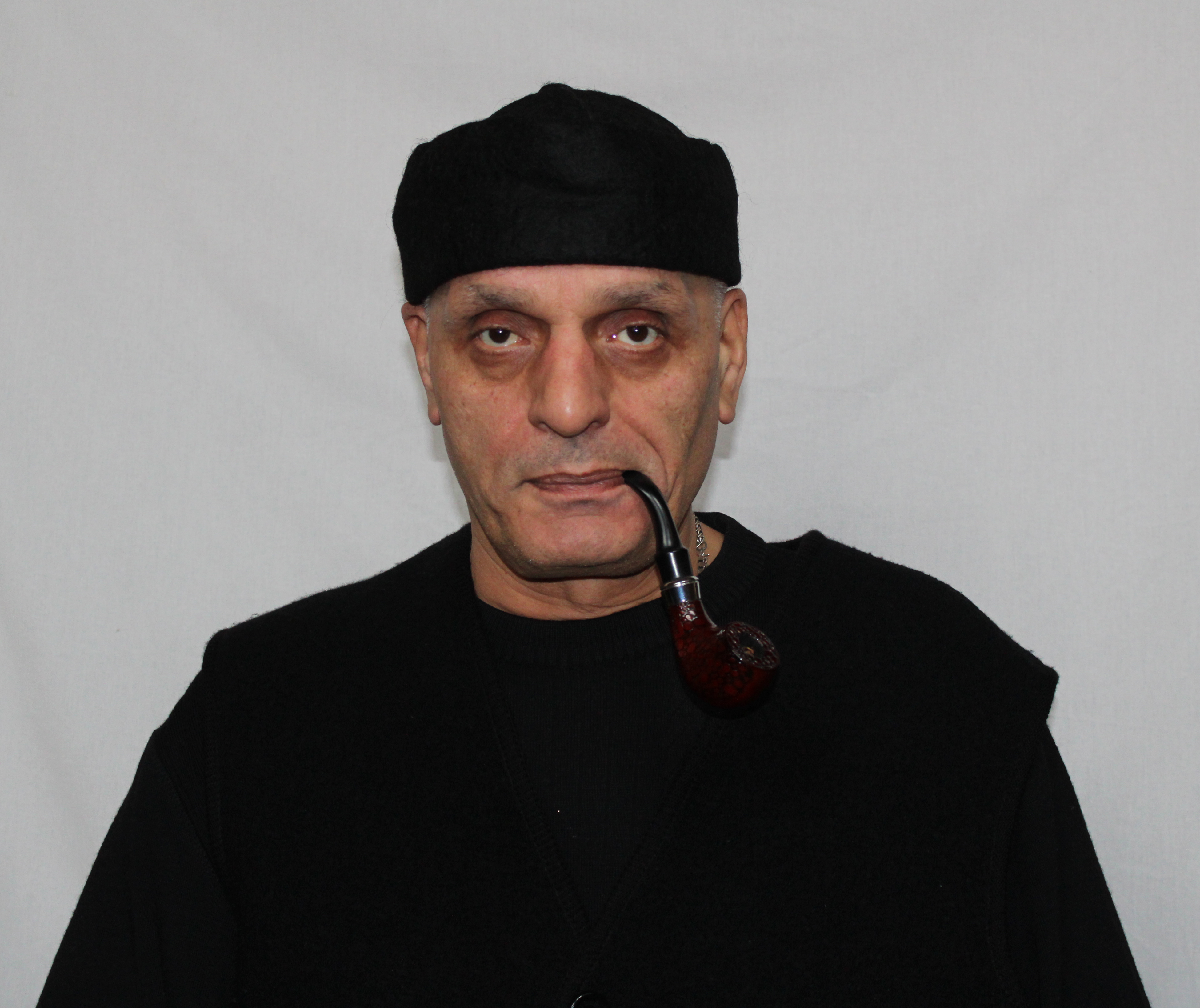
Micho Mossulischwili (2017)

Micho Mossulischwili, eigentlich Micheil Mossulischwili (georgisch მიხო მოსულიშვილი; * 10. Dezember 1962 in Araschenda, Munizipalität Gurdschaani), ist ein georgischer Schriftsteller und Dramatiker.

## Leben
Mossulischwili studierte an der Staatlichen Universität Tiflis an der Fakultät für Geologie und belegte als Nebenfach Kinodramaturgie. Anschließend arbeitete er als Geologe und als Journalist bei diversen Zeitungen. Mossulischwili veröffentlichte mehrere Erzählungen, Romane und Bühnenstücke in georgischer Sprache und übersetzte drei Romane von Boris Akunin. Seine Bühnenstücke wurden in Georgien in Theatern und im Fernsehen aufgeführt. Einige seiner Werke sind ins Lettische, Englische, Deutsche, Armenische und Russische übersetzt worden.
Der Physiker Liguri Mossulischwili war der Onkel von Micho; und der Stil seines verschiedenen Denkens hatte Einfluss auf Micho Mossulischwilis Kreativität.
Mossulischwili ist verheiratet und hat eine Tochter.

## Werke
Sein Hauptwerk ist der Schelmenroman Prena ukasrod (ფრენა უკასროდ, Flug ohne Fass) (Tiflis, Sulakauri, 2001 Tiflis, Gumbati-2007, 2011 ISBN 978-9941-0-3160-1). In Georgien führte er stets die Bestsellerlisten an.

### Bücher auf Georgisch
- Der Holzmann (Tragödie), 1988
- Ikonen des Mondtages (Geschichten, Novellen und Miniaturen), 1990
- Die Schlange hat für den Gott getötet, 1993
- Raum im vertikalen (Geschichten, Novellen und Miniaturen), 1997
- Der Ritter zu jeder Zeit[7] (Roman), 1999
- Flug ohne Fass (Schelmenroman), 2001, ISBN 99928-914-2-4
- Bendela (Sachliteratur zu dem Krieger und Footballspieler Zaza Bendeliani), 2003, ISBN 99928-39-69-4
- Schwäne unter dem Schnee (Miniaturen und ein Aufsatz), 2004 ISBN 99940-29-30-4
- Fast Picasso und auf einigen Bosch, rechts, 2010 ISBN 978-99940-60-87-0
- Wascha-Pschawela (Sachliteratur), Pegasi, 2011 ISBN 978-9941-9179-6-7
- Helessa (Roman), 2012, ISBN 978-9941-9261-1-2; Synopse für die Helessa ISBN 978-9941-9261-2-9
- Aus dem Nichts zu Nirgends (Sammlung von achtunddreißig Novellen und einer Novelle), 2012, ISBN 978-9941-9273-3-1
- Seelenfluss (Sammlung von zwölf Novellen), 2012, ISBN 978-9941-440-90-8
- Der Große Bär, 2013, ISBN 978-9941-451-14-0

### Bücher auf Deutsch
- Weihnachtsgans mit Quitten im Buch Zwischen Orient und Okzident (Theaterstücke aus Georgien)[8], Verlag Theater der Zeit, 2015, ISBN 978-3-95749-061-2
- Fünf Miniaturen (Suggestive Elemente, Ein Tanz über die Felsen, Der alte Fischer, Ein unerwartetes Porträt des Meisters, Ein Brief von Jeanne d'Arc), Übersetzung: Joachim Britze, Matrix - Zeitschrift für Literatur und Kunst, 3/2016 (45)[9]
- Schwäne im Schnee.[10] Übersetzung aus dem Georgischen von Irma Schiolaschwili und Joachim Britze. Kaukasische Bibliothek. (Hrsg. Uli Rothfuss und Traian Pop) Band 16. (Georgien). ISBN 978-3-86356-170-3, Pop Verlag, Ludwigsburg 2017.

### Übersetzungen
- Boris Akunin - Азазель (1876) Fandorin, 2004; Турецкий гамбит (1877) Türkisches Gambit, 2006 ISBN 99940-42-07-6; Левиафан (1878) Mord auf der Leviathan, 2006 ISBN 3-7466-1762-6
- Gaius Suetonius Tranquillus - De vita Caesarum, die Kaiserbiographien, 2011, ISBN 978-9941-9206-1-5
- Henry Gidel - Picasso, 2013, ISBN 978-9941-444-13-5
- Ion Sapdaru - Das Stillleben mit dem dicken Neffen (Rumänische: „Natură moartă cu nepot obez“) für das Batumier Schauspielhaus, Regisseur Ion Sapdaru, 2015
- Guglielmo Ferrero - Julius Caesar, 2016, ISBN 978-9941-444-26-5
- Wiktor Pelewin - Die Liebe zu drei ZuckerBrin (Любовь к трём цукербринам), 2017, ISBN 978-9941-24-628-9

### Fernsehen
- (mit Andro Enukidse) Mein Freund Hitler (nach Motiven des gleichnamigen Theaterstücks von Mishima Yukio), Regisseur Andro Enukidse, 1999
- (als Mitverfasser) Die Nacht der Kleinen Sterne (45-teilige Fernsehserie), Regisseur Andro Enukidse, 2000.

### Im georgischen Radio
- Der Holzpuck, (1987) Direktor Badri Mikashawidse.
- Die Spinne, (1988) Direktor Badri Mikashawidse.
- Tod von Guaram Mampali (1989), Direktor Badri Mikashawidse.
- Tanz mit toten Personen (ein komischer Thriller), (2010), Direktor Zurab Kandelaki.
- Die Osternacht (2018), Direktor Zurab Kandelaki.

### Theaterproduktionen
- Die dreizehnten Experimentellen (Mitverfasser Andro Enukidse), (Tragikomödie) - am Avtandil-Tsikhischwili-Theater der Stummen in Tbilisi, Direktor Alexander Labadse, 2002
- Weiße Truppen (Tragikomödie) - am Weißen Theater, sind Direktor George Ratiani, 2005
- Ein Märchen des gestohlenen Neujahrs - am Akaki-Zereteli-Theater in Tschiatura, Georgien, Direktor Soso Nemsadse, 2008. Diese Theaterarbeit wurde von der SOCO-Stiftung unterstützt[11].
- Enki-Benki (Der Fröhliche Revolver) - Am Kinder-Theater von Tbilisi, Direktor Natia Kawssadse, 2008
- Weihnachtsgans mit Quitten, 2009
- Meine Rotkehlchen (die traurige, viel zu traurige Komödie) — im Kommunaltheater der Stadt Bolnissi, Regisseur Zurab Chwedelidse, 2013; das Tifliser Kote Mardschanischwili akademische Theater, Regisseur Chatuna Milorawa, 2014; im Kommunaltheater der Munizipalität Gurdschaani Velistsiche, Regisseur Omar Kakabadse, 2016 und das staatliche Schauspielhaus der Stadt Chulo, Regisseur Gega Kurzikidse, 2016
- Khaprakäfer und Hausmaus (Tragikkomödienalbtraum in einem Akt, mit „Wedding and Funeral Orchestra und Goran Bregović“) - Im Kommunaltheater der Munizipalität Gurdschaani Velistsiche, Regisseur Omar Kakabadse, 2017

### Drehbuchautor
- Gedenken sie meiner, David... (David IV, Aghmaschenebeli), Das Drehbuch des dokumentarischen Filmes für den Regisseur Géorge Owaschwili[12], 2010

## Preise
- 7. März 1998 - Nach der Verordnung der georgischen Präsidenten „Preis der Würde“
- 2005 - Zweiter Preis der Moskauer internationalen literarischen Konkurs „Bekari“ (literarische Werke über Musik) Zweiter Preis in der Kategorie Jazz und Rockmusik Preis für die Erzählung Backwater (russische Übersetzung von Maja Biriukova)
- 3. Dezember 2006 - Preis des literarischen Konkurs (Athen).
- 8. Oktober 2011 - Gala (Literaturpreis) für biographische Buch Wascha-Pschawela in der Kategorie Bestes Handbuch[13]
- 20. März 2012 - Preis für die Novelle Die achte Kugel auf der Literarischen Konkurrenz Litbunioba
- 27. August 2012 - Silberpreis Verlagshaus Ustari für Helessa+synopsis auf dem Gipfel-Marktwirksamkeitspreis (Gipfel MEA) in der Kategorie: Niedrigeres Budget
- 12. Dezember 2012 - Preis für das Drama Wazha Pschawela oder Die Entdeckung des Unbekannten auf der Konkurrenz Neues georgianisches Bühnenwerk 2012 durch den Fonds des Theaters Tumanischwili